# Hazel Heald
Hazel Heald (n. 6 aprilie 1896 – d. 4 februarie 1961) a fost o scriitoare de ficțiune pulp, care a locuit în Somerville, Massachusetts. Ea este probabil cel mai cunoscută pentru colaborarea cu scriitorul american de ficțiune de groază H. P. Lovecraft.

## Biografie
Heald este fiica lui William W. Heald și a lui Oraetta J. Drake; s-a născut la 6 aprilie 1896.
Ea este înmormântată în cimitirul Lake View din Maine.

## Colaborări
- "The Man of Stone" (1932)
- "The Horror in the Burying-Ground" (1933)
- "The Horror in the Museum" (1933)
- "Winged Death" (1934). „Cota mea este de 90 până la 95 %”, i-a scris Lovecraft lui August Derleth, despre această povestire de groază de comedie.
- "Out of the Aeons" (1935)